# Repubblica Popolare di Tuva
La Repubblica Popolare di Tuva, o di Tannu Tuva (in tuvano Тыва Арат Республика, Tıva Arat Respublika, o Танну́-Тыва, Tannú-Tıva), fu uno Stato formato sul territorio dell'ex-protettorato cinese di Tuva, noto anche come Territorio di Urjanchaj (Урянхайский край). Il territorio della Repubblica Popolare tuvana è ora formalmente conosciuto come Repubblica di Tuva all'interno della Federazione Russa.

## Storia
Appartenuta all'Impero cinese fin dal 1757, la regione del Tannu entrò nelle mire espansionistiche zariste già dal 1858. 
In séguito alla caduta della dinastia Qing in Cina, nel 1911, ed all'instaurazione della repubblica con Sun Yat-sen, la Mongolia e Tuva si dichiararono indipendenti e si posero sotto la protezione zarista. Il modello adottato dai due stati era quello di repubblica teocratica lamaista, il medesimo adottato dal Tibet, con cui condividevano religione e tradizioni. In seguito alla Rivoluzione russa del 1917, le truppe comuniste invasero Tuva nel gennaio 1920. Il caos conseguente consentì ai Tuvani di proclamare ancora una volta la loro indipendenza. Il 14 agosto 1921 una rivolta bolscevica sostenuta dalla Russia sovietica istituì la Repubblica Popolare di Tuva, chiamata Tannu Tuva fino al 1926. Il nome della capitale, Belocarsk (Белоцарск), venne cambiato in Kyzyl ('Rossa', in turco; russo: 'Кызыл'). Un trattato tra l'Unione Sovietica e la Repubblica Popolare Mongola nel 1926 affermò l'indipendenza del Paese.
Il primo ministro di Tuva fu Donduk Kuular. Kuular favorì il buddhismo come religione di Stato e cercò di limitare la propaganda proveniente dalla Russia. Egli cercò anche di stabilire legami con la Mongolia. L'Unione Sovietica divenne sempre più preoccupata di queste iniziative, durate fino al 1929, quando il primo ministro Kuular venne arrestato e poi giustiziato.
In URSS, nel frattempo (1930), cinque membri del KUTV (Università degli Studi sull'Oriente comunista), lo stesso gruppo che Kuular seguiva, furono designati commissari straordinari di Tuva. Il dominio incondizionato del governo di Stalin purgò circa un terzo dei membri del Partito comunista di Tuva e portò alla collettivizzazione delle colture all'interno del Paese, tradizionalmente nomade. Il nuovo governo cercò di distruggere il buddhismo e lo sciamanesimo in Tuva, una politica voluta da Stalin. Elemento di prova di queste azioni può essere visto nella diminuzione del numero dei lama nel Paese: nel 1929 vi furono 25 lamazioni e quasi 4.000 lama e sciamani presenti; nel 1931 vi fu una sola lamazione ed erano presenti 15 lama e circa 725 sciamani. Il tentativo di repressione del nomadismo risultò più difficile: un censimento nel 1931 dimostrò che l'82,2% dei tuvani erano rimasti nomadi.
Salchak Toka, uno dei commissari speciali, venne nominato segretario generale del Partito rivoluzionario popolare di Tuva nel 1932 e restò al potere fino alla sua morte, avvenuta nel 1973.
Tuva entrò nella seconda guerra mondiale con gli alleati il 25 giugno 1941, tre giorni dopo l'Unione Sovietica. L'11 ottobre 1944, con l'approvazione del Khural (parlamento), Tuva venne incluso nell'Unione Sovietica come oblast' autonoma (oblast' autonoma di Tuva). A Toka venne assegnato il titolo di segretario del Partito Comunista di Tuva. Tuva è stata una repubblica autonoma (Repubblica Socialista Sovietica Autonoma di Tuva) dal 10 ottobre 1961 fino al 1992.
Sebbene ci siano stati negoziati per il ripristino della sovranità di Tuva, essi finora non hanno avuto alcun impatto per diversi motivi, tra i quali la dipendenza dall'economia russa e la "russificazione" della popolazione (anche se il 75% circa appartiene al gruppo etnico tuvano).

## Popolazione
|               | 1918         | 1931            | 1944          | 1958         |
| ------------- | ------------ | --------------- | ------------- | ------------ |
| Tuvani        | 48.000 (80%) | 64.900 (78,95%) | 81.100 (85%)  | 98.000 (57%) |
| Russi e altri | 12.000 (20%) | 17.300 (21,05%) | 14.300 (15%)a | 73.900 (43%) |
| Totale        | 60.000       | 82.200          | 95.400        | 171.900      |

La maggioranza della popolazione era composta da pastori sojoti.
a) La popolazione russa diminuì sensibilmente a causa della coscrizione nell'Armata Rossa durante la seconda guerra mondiale.